# Elise Ottesen-Jensen
Elise Ottesen-Jensen dite Ottar, née le 2 janvier 1886 et morte le 4 septembre 1973, est une écrivaine, journaliste libertaire féministe et membre de la Sveriges Arbetares Centralorganisation (anarcho-syndicaliste) suédoise.
Militante néo-malthusienne, elle résume son combat en une phrase : « Je rêve du jour où chaque enfant né sera le bienvenu, où hommes et femmes seront égaux et vivront leur sexualité dans la passion, le plaisir et la tendresse ».

## Biographie

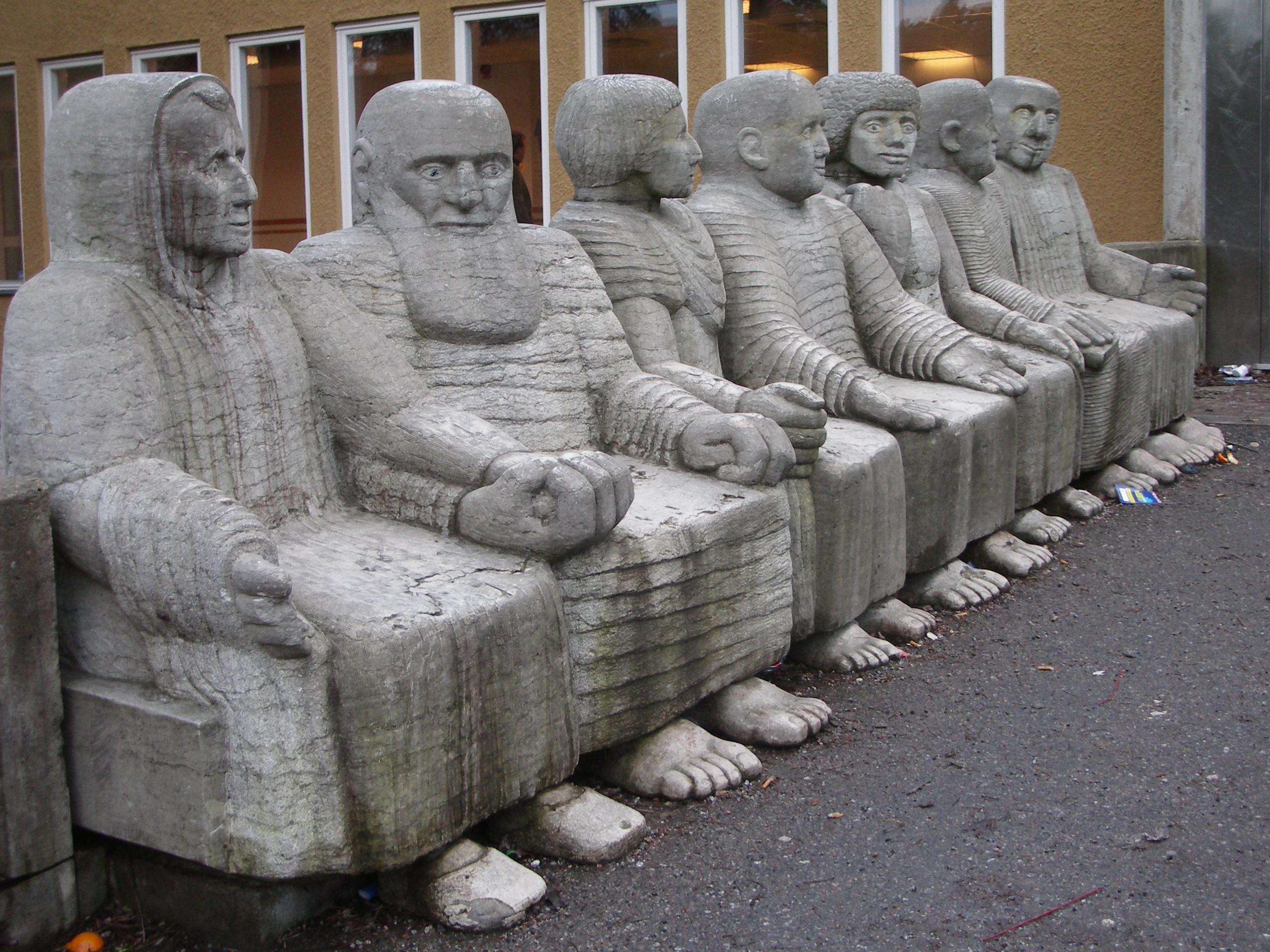
Efter badet (Après le bain), une sculpture de Pye Engström, de gauche à droite : Elise Ottesen-Jensen, Paulo Freire, Sara Lidman, Mao Zedong, Angela Davis, Georg Borgström et Pablo Neruda.

Dix-septième fille d'un pasteur, elle renie la religion et choisit de faire des études de médecine dentaire, mais une explosion dans un laboratoire de son école, où elle perd ses deux pouces, met fin à ses projets de devenir dentiste.
Durant la Première Guerre mondiale, elle rencontre Albert Jensen, militant anarcho-syndicaliste et pacifiste américain.
Lorsqu'il est expulsé de Norvège, elle part avec lui à Copenhague (Danemark) puis à partir de 1919 à Stockholm, en Suède.
Elle collabore au journal Arbetaren (Le Travailleur), porte-parole du mouvement anarcho-syndicaliste et libertaire suédois. Le soir, elle complète sa militance en faveur de l'émancipation féminine, par des conférences et groupes de discussion avec les ouvrières et domestiques. Elle y remarque qu'une autre préoccupation que la lutte des classes taraude son public : la sexualité. Elle se renseigne, lit La question sexuelle et de nombreux ouvrages et articles sur la question et en transpose le contenu dans les pages féminines de Le Travailleur. Pour les ouvrières, elle deviendra « la dame du sexe ».
Confrontée au problème des familles nombreuses et à la mort d'une de ses jeunes sœurs à la suite d'un avortement clandestin, elle s'engage dans la lutte pour le contrôle des naissances grâce aux moyens contraceptifs comme le diaphragme.
En 1933, elle fonde la Fédération pour l'Éducation Sexuelle qu'elle préside jusqu'en 1959.
Elle milite pour l'avortement libre, la diffusion des moyens contraceptifs, mais aussi pour les droits des homosexuels.
Son activité militante est aussi une activité illégale. Des zones urbaines suédoises jusqu'en Laponie, elle rencontre les femmes et après les paroles elle passe aux travaux pratiques, clandestinement elle pose plus de mille huit cents diaphragmes. Par ses actions et les nombreux articles et conférences, elle apporte une véritable information sexuelle aux femmes et contribue à l'abolition de la loi interdisant les moyens contraceptifs, en 1937.
Son activité clandestine en Suède la fait reconnaître dans le monde médical européen qui l'invite à s'exprimer dans des conférences internationales, elle intervient sous son pseudo de journaliste Ottar. En 1946, elle parvient à fédérer diverses organisations qui donnent naissance officiellement, en 1953 à la conférence de Stockholm, à la Fédération Internationale des Planning Familiaux, rassemblement des grandes figures du néo-malthusianisme qui prônent désormais le planning familial à l’aide d’arguments relevant davantage de la santé publique que de la lutte des classes. Elle en devient la deuxième présidente de 1959 à 1963, et portera son message dans toute l'Europe mais aussi aux États-Unis, en Inde, au Japon et en Israël.
Son engagement tranche avec celui des médecins néo-malthusiens qui parlent hygiène et régulation des naissances, elle, dont le surnom est l’apôtre de l'amour, invoque « l'amour, le plaisir sexuel et la tendresse ».

## Œuvres
- Ottesen-Jensen, Elise 1886-1973 sur Worldcat.
- Sudoc.
- Centre International de Recherches sur l'Anarchisme (Lausanne) : notice bibliographique.

## Filmographie
- 2018 : 1918-1939 : Les Rêves brisés de l'entre-deux-guerres, docu-fiction de Jan Peter et Frédéric Goupil, son personnage y est interprété par l'actrice Rebecka Hemse.

## Notices
- Ressource relative aux beaux-arts :   - Nationalmuseum
- Notices dans des dictionnaires ou encyclopédies généralistes :   - Den Store Danske Encyklopædi
  - Dictionnaire biographique suédois
  - Nationalencyklopedin
  - Norsk biografisk leksikon
  - Store norske leksikon
  - Svenskt kvinnobiografiskt lexikon
- Notices d'autorité :   - VIAF
  - ISNI
  - BnF (données)
  - IdRef
  - LCCN
  - GND
  - Pays-Bas
  - Suède
  - Norvège
  - Tchéquie
  - WorldCat
- BNF : Elise Ottesen-Jensen (1886-1973).
- L'Éphéméride anarchiste : notice biographique.
- RA.forum : Elise Ottesen Jensen, pionnière de l’éducation sexuelle des femmes, Suède, 1980.
- (en) The Daily Bleed : notice biographique.

## Iconographie
- Elise Ottesen-Jensen (foto Anna Riwkin, tackkort utsänt efter 60-årsdagen 1946)